# Fraore
Fraore è una piccola frazione del comune di Parma, appartenente ai quartieri Golese, a nord della linea ferroviaria Milano-Bologna, e San Pancrazio, a sud della stessa.
La località è situata 7,68 km a ovest del centro della città.

## Geografia fisica
La frazione sorge in posizione pianeggiante tra le campagne a ovest di Parma.

## Origini del nome
La località era nota originariamente in latino come Fabrorium, col significato di fabbro, trasformato in epoca medievale in Fabrorio e successivamente in Fabrure.

## Storia
Le più antiche tracce della presenza umana nel territorio di Fraore risalgono all'età del rame, come testimoniato dal rinvenimento nel 1999 di una sepoltura maschile in zona Oratorio.
Durante la media età del bronzo si svilupparono due villaggi terramaricoli, noti come "Terramara dell'Oratorio", più a est, e "Terramara della Vallazza", più a ovest; benché ravvicinati, erano probabilmente due centri abitati distinti, uno maggiore e uno minore, e furono contemporaneamente abitati fino all'età del bronzo recente.
La zona continuò a essere occupata da insediamenti stabili anche nel corso dell'età del ferro; al V secolo a.C. risale infatti la sepoltura di una donna di rango elevato, portata alla luce nel 1864 dall'archeologo Luigi Pigorini; al suo interno furono rinvenuti nel corso degli scavi vari oggetti, tra cui gioielli in oro e argento e una cista in bronzo, di fattura probabilmente etrusco-padana, benché alcuni elementi siano forse ascrivibili alla cultura di Golasecca.
In epoca romana la zona fu frazionata in centurie, in parte ancora visibili nell'odierna suddivisione del territorio; a tale periodo risale una villa collocata circa 600 m a nord della via Emilia, i cui resti furono portati alla luce nel corso di due distinte campagne di scavi tra il 1998 e il 2008.
Nell'Alto Medioevo il borgo di Fabrure fu citato per la prima volta nell'836, nel documento con cui la regina Cunegonda, vedova del re d'Italia Bernardo, costituì la dote del monastero di Sant'Alessandro di Parma.
Nel 948 una Curtem in Fabrure fu donata dal re d'Italia Lotario al conte Maginfredo.
Nel 962 Fabrorio fu menzionata con altre località nell'atto, di dubbia autenticità, in cui l'imperatore del Sacro Romano Impero Ottone I di Sassonia riconobbe al vescovo di Parma Oberto l'autorità, oltre che sulla città, anche su 3 miglia di contado intorno a essa; il borgo fu nuovamente indicato come confine del territorio soggetto all'autorità vescovile di Parma nel 989, nell'atto di conferma da parte dell'imperatore Ottone III di Sassonia.
Entro il XII secolo nel piccolo villaggio furono edificati due luoghi di culto: la cappella di Sant'Andrea, nominata a partire dal 1138 tra le dipendenze del monastero di Sant'Alessandro, e la cappella di San Terenziano, testimoniata per la prima volta nel 1195 in una convenzione che pose fine a una controversia per il possesso della chiesa di Sant'Andrea.
Nel 1266 il Comune di Parma, constatando la mancanza di difese in alcune località poste nei dintorni della città, tra cui Fraore, ordinò ai loro abitanti di erigere nelle vicinanze delle rispettive chiese le necessarie strutture fortificate.
Nel 1325 le truppe di Azzone Visconti, alleate dei Pallavicino, attaccarono il Parmense, saccheggiando i borghi di Vicofertile, Vigolante, Madregolo, Bianconese, Fontevivo, Fraore, Baganzola, Vicomero, Pietrabaldana, Viarolo, Collecchio, San Martino Sinzano, Felino, Medesano e Borgo San Donnino.
Fino all'abolizione dei diritti feudali sancita da Napoleone nel 1805, Fraore fu assegnata ai marchesi Lalatta, già proprietari di numerose terre nella zona; in seguito, per effetto del decreto Nardon del 1806, la località divenne frazione del nuovo comune (o mairie) di San Pancrazio Parmense, soppresso e annesso nel 1943 al comune di Parma.
A partire dalla seconda metà del XX secolo, nella porzione di territorio di Fraore adiacente a via Cremonese e a Fognano, grazie alla sua vicinanza alla città, si sviluppò un popoloso quartiere, denominato Fognano Nuova.
Nel 2002 la porzione di territorio a nord della linea ferroviaria Milano-Bologna, comprendente la maggior parte della frazione di Fraore, con la chiesa di San Terenziano, fu separata dal quartiere di San Pancrazio e assegnata a quello di Golese.

## Monumenti e luoghi d'interesse

### Chiesa di San Terenziano

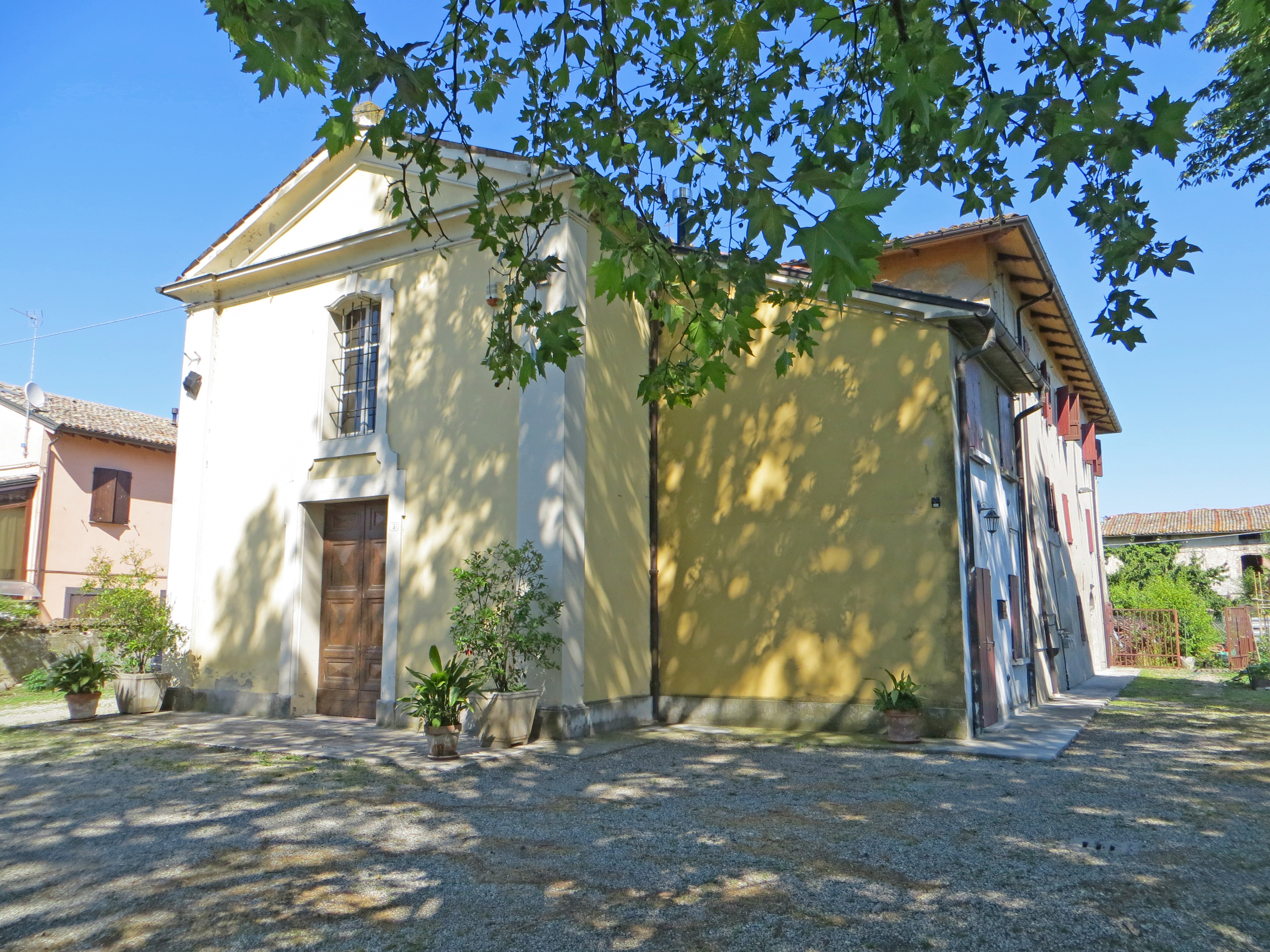
Chiesa di San Terenziano

Menzionata per la prima volta nel 1195, la chiesa romanica fu elevata a sede parrocchiale entro il 1564; ampliata e ristrutturata in stile barocco nel 1730, fu arricchita nel 1733 della nuova facciata progettata da Pietro e Paolo Bettoli; il tempio è dotato di due cappelle laterali.

### Chiesa di Sant'Andrea
Menzionata per la prima volta nel 1138 tra le dipendenze del monastero di Sant'Alessandro di Parma, la cappella fu citata nel 1197 in una bolla del papa Celestino III; trascurata dalle monache benedettine, fu interdetta al culto nel 1717; depredata dall'esercito napoleonico, fu in seguito completamente abbandonata.

### Villa Barilla
Costruita tra il XVII e l'inizio del XVIII secolo per volere dei conti Cogorani, la villa pervenne nel 1778 al conte Filippo Linati attraverso il matrimonio con l'ultima erede della stirpe, Emanuela; acquisita dopo il 1895 da Orsolina Marchi, fu alienata successivamente a Luigi Conti, indi a Leonida Canali, che la lasciò alla figlia Graziella, sposata con Melchiorre Napolitani; acquistata nel 1957 dall'industriale Pietro Barilla, fu interamente ristrutturata e abbassata di un piano; in adiacenza, fu eretto un moderno edificio residenziale progettato dall'architetto Luigi Vietti, mentre il parco fu risistemato dall'architetto del paesaggio Pietro Porcinai. La struttura, sviluppata su una pianta rettangolare, si eleva su due livelli fuori terra; la lunga facciata nord presenta nel mezzo l'ampio portale d'ingresso ad arco a tutto sesto, sormontato da un balconcino, ed è coronata nel centro da un campanile a vela; in adiacenza sorgono vari edifici antichi e moderni, tra cui l'oratorio di Santa Caterina da Siena, esistente almeno dal 1717; l'enorme parco, riccamente piantumato con alberi d'alto fusto, presenta dei piccoli rilievi e accoglie tra la fitta vegetazione un laghetto.

### Villa Panizzi
Costruita in stile neoclassico tra il 1818 e il 1820 per volere del conte Pietro Leggiadri Gallani, la villa fu acquistata verso la metà del XIX secolo da Giovanni Mauri; alienata in seguito alla famiglia Bernardi, intorno alla metà del XX secolo fu comprata da Enzo Panizzi. L'edificio, sviluppato su un impianto rettangolare, si eleva su due livelli fuori terra oltre al sottotetto ed è sormontato da un'altana; all'interno l'androne passante è coperto da una volta; il parco, piantumato con alberi d'alto fusto, è preceduto da un lungo viale rettilineo delimitato da due filari di piante.

### Villa Pizzi
Costruita per volere dei conti Leggiadri Gallani all'interno della loro vasta tenuta, la piccola villa, dopo vari passaggi, pervenne nel XX secolo a Virginio Pizzi. L'edificio, sviluppato su una pianta quadrata, è addossato ai fabbricati rustici; la simmetrica facciata, con balconcino centrale, è dominata nel mezzo da un fastigio, coronato da un campanile a vela.

### Villa Lalatta
Costruita probabilmente nel XVIII secolo per volere dei conti Pighetti, la villa fu acquistata nel 1827 dal marchese Beltrame Lalatta, che la trasmise ai suoi discendenti. L'edificio, sviluppato su una pianta a C, si eleva su due piani principali fuori terra, oltre al sottotetto; la facciata è simmetricamente scandita in cinque parti da sei lesene; nel mezzo l'ampio portale d'ingresso ad arco ribassato è sormontato dal balconcino del piano nobile, mentre in sommità si staglia un fastigio mistilineo, con orologio centrale e campanile a vela di coronamento; all'estremità sinistra aggetta un avancorpo con un balconcino al primo piano e una balaustra con statue in sommità, mentre a quella destra è collocato un piccolo portico con terrazza superiore, retto da due pilastri; all'interno al piano terreno si trovano, arredati con mobili d'epoca, l'androne passante voltato, la sala da pranzo coperta da un soffitto a cassettoni e due sale laterali sormontate da volte a vela; il parco all'inglese, piantumato con alberi d'alto fusto, è preceduto da un lungo viale rettilineo alberato, che prosegue anche sul retro della villa.